# سیارک ۴۸۶۳۶
سیارک ۴۸۶۳۶ (به انگلیسی: 48636 Huangkun، نامگذاری:1995SS53)۴۸۶۳۶مین سیارک کشف شده‌است که در ۲۸ سپتامبر ۱۹۹۵ کشف شد.